# Lea-Francis Lynx
La Lea-Francis Lynx è un'automobile prodotta dalla casa automobilistica britannica Lea-Francis nel 1960.

## Contesto
Era dal 1954 che la Lea-Francis non produceva più automobili, fino a quando, al Salone dell'automobile britannico del 1960, viene presentata la Lynx, una sportiva roadster a quattro posti, con telaio tubolare in acciaio, cambio manuale a quattro rapporti derivante dalla Triumph TR3, freni a disco Dunlop, trazione posteriore e sterzo a pignone e cremagliera.
È dotata di un motore Ford Zephry sei cilindri in linea da 2,6 litri in grado di sviluppare una potenza di 107 CV e 208 N m di coppia massima, che garantisce un'accelerazione da 0 a 100 km/h in 11,6 secondi e una velocità massima di 166 km/h.
Per attirare l'attenzione, venne esposta una vettura con carrozzeria e cerchioni color malva e con alcune parti realizzate in oro. Tuttavia, a causa soprattutto del design bizzarro, non ottenne alcun successo, tanto che la produzione venne cancellata e ne vennero realizzati solo tre prototipi.
Questo insuccesso contribuì a far chiudere i battenti alla Lea-Francis nel 1962. Negli anni ottanta e novanta ci furono altri tentativi di rilanciare il marchio, ma anche questi finirono con solo pochissime unità prodotte, per poi scomparire di nuovo.